# Conrad 1. af Oldenborg
Conrad 1. af Oldenborg (?-1347) var regerende greve af Oldenborg fra 1344 til 1347. Han er søn af Johan 2. af Oldenborg og Hedwig af Diepholz. 
Conrad giftede sig med Ingeborg af Holstein. De fik følgende børn:
- Conrad 2. af Oldenborg (døde 1401)
- Gerard af Oldenborg (døde 1368)
- Agnes af Oldenborg, blev gift med Greve Ludvig von Winstorf
- Christian 5. af Oldenburg (1342-1399)